# Teeworlds
Teeworlds is een side-scrolling-multiplayer-shoot 'em up gericht op snelle actie. Het spel ziet er cartoonachtig uit en heeft bepaalde kenmerken van klassieke first-person shooters als Quake en Unreal, zoals wapens en gameplay. Met versie 0.4.0 veranderde de naam van Teewars naar Teeworlds, vanwege niet nader gespecificeerde juridische redenen. Sinds 2007 is het open source.

## Spelverloop
Teeworlds vormt een cross-over tussen de klassieke, op sprites gebaseerde shooters uit het arcade tijdperk en de hedendaagse first-person shooters. Het spel speelt zich af op een typische twee-dimensionaal, side-scrollende platform-map, maar gebruikt hierbij de FPS keyboard besturing voor bewegen, wisselen van wapens en chatten. Een muisvizier stelt de speler in staat te mikken. Het spel gebruikt tevens een werphaak en een dubbele sprong om de speler snelheid en bewegingsvrijheid te verlenen.

### Wapens
De wapens zijn geïnspireerd door de "First-person shooter" games zoals Quake en Unreal. De speler vangt aan met een houten hamer als slagwapen en een pistool. De eerste doet wel veel schade, maar vereist dat de speler op zeer korte afstand van zijn tegenstander komt. De tweede doet minimale schade, maar wel over een heel lange afstand, en de munitie laadt zichzelf na verloop van tijd vanzelf weer vol. Door de hele map kan de speler extra bewapening vinden in de vorm van een shotgun en een granaatwerper. De shotgun schiet meerdere kogels in één keer, die per stuk weinig schade doen, maar samen dodelijk kunnen zijn. De granaatwerper kan veel schade doen doordat de explosie meerdere tegenstanders tegelijkertijd kan raken. Hier tegenover staat wel dat deze in een boog gelanceerd wordt, waardoor het mikken bemoeilijkt wordt. De locaties van deze wapens zijn zowel vereist voor het verkrijgen van de wapens als voor het bijvullen van de munitie. Op bepaalde maps is er ook een katana met een extra lange respawn. Dit wapen doodt de tegenstander met één aanval, maar heeft wel de beperking een korteafstandswapen te zijn dat de speler vooruit laat schieten. De grijphaak en de dubbele sprong breiden de bewegingsvrijheid van de speler uit, waardoor deze vijandelijk vuur kan ontwijken en snel door de map kan bewegen. Met versie 0.4.0 hebben de ontwikkelaars een vijfde wapen toegevoegd: een lasergeweer. Dit wapen is een tweedimensionale interpretatie van een sluipschuttersgeweer. Het doet bijzonder veel schade over een zeer grote afstand, maar vereist wel een bijzonder goed gemikt schot.

## Spelvarianten
Naast de officiële spelvarianten Deathmatch, Team Deathmatch, en Capture the flag is er een aantal door de spelersgemeenschap ontwikkelde spelvarianten die veel servers hebben en qua spelersaantallen de officiële spelvarianten evenaren. Een zeer populaire spelvariant is Instagib, waarbij de spelers een onbeperkte hoeveelheid munitie hebben voor het lasergeweer en tevens de tegenstander met één schot kunnen doden. De professionele spelers hebben hierdoor een uitzonderlijk goede richt-vaardigheid en bewegingssnelheid ontwikkeld, om zo hun tegenstander met hun eerste schot uit te schakelen voordat dit henzelf overkomt. Een andere populaire spelvariant laat het vechtaspect in zijn geheel vallen en verandert de server in een racespel. De spelers moeten hierbij door middel van de werphaak, de dubbele sprong en in sommige gevallen de explosie van de granaatwerper zo snel mogelijk voorbij de finish komen. Een derde spelvariant is survival, waarbij de speler met slechts een beperkte hoeveelheid wapens en munitie start en ook maar één leven per ronde heeft. Hierdoor is het essentieel dat de speler zuinig met zijn middelen omgaat.

## Spelersgemeenschap
Op het moment dat de spelersgemeenschap van Teeworlds begon te groeien gingen veel spelers samenspelen met vrienden en vormden zij zogenaamde clans. Deze functie wordt niet officieel ondersteund, maar veel clans hebben wel hun eigen websites, forums en servers ontwikkeld om hun identiteit te bevestigen. Clans bevechten elkaar in clangevechten om de vaardigheden van individuele spelers en het samenwerkingsniveau aan elkaar te toetsen. Naast een volledige naam kennen veel clans een eigen afkorting waaraan zij in het spel te herkennen zijn. Er zijn ook grotere toernooien waar tientallen clans elkaar bevechten om de ultieme winnaar te achterhalen. Op het moment zijn er ook steeds meer externe gemeenschapsprojecten in ontwikkeling, waarvan de belangrijkste een informatiedatabase is genaamd TeeWiki.

## Aanpassingen
Doordat het spel open source is, een zeer toegankelijke mapeditor heeft en simpele afbeeldingsbestanden gebruikt voor alle grafische eigenschappen van het spel kan Teeworlds op alle niveaus aangepast worden. Zo zijn er veel spelers die hun grafische vaardigheden aanwenden om aangepast skins te maken voor hun spelfiguren, hun wapens of delen van de map. Deze laatste kunnen via de mapeditor ingezet worden om geheel nieuwe maps te maken. Sommige van deze zelfgemaakte maps zijn zeer populair geworden binnen de gemeenschap. De grootste veranderingen aan het spel hebben geheel nieuwe spelvarianten opgeleverd, zoals aangepaste wapens of een sportaanpassing waarbij de granaatwerper als een soort bal wordt gebruikt. Al deze spelaanpassingen zijn verkrijgbaar via het officiële Teeworlds forum, en via de Teeworlds Database, een website waar je je eigen werk kunt uploaden en de aanpassingen van anderen kunt downloaden.